# Gmina Luzino
Die Gmina Luzino bzw. Gmina Lëzëno ist eine zweisprachige Landgemeinde im Powiat Wejherowski in der polnischen Woiwodschaft Pommern. Sie hat eine Fläche von fast 112 km², auf der 16.855 Menschen leben (31. Dezember 2020). Ihr Sitz ist das Dorf Luzino (kaschubisch Lëzëno; deutsch Lusin).

## Geographie

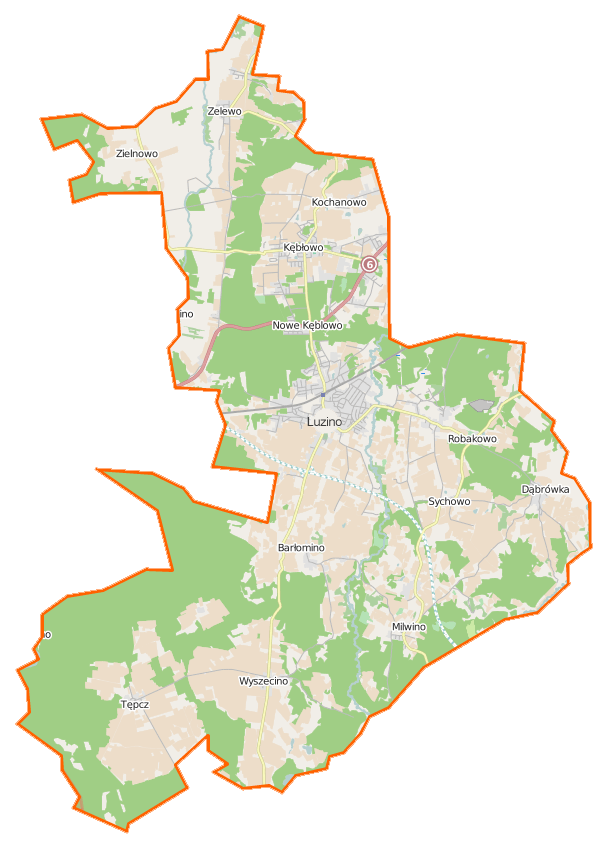
Karte der Landgemeinde

Die Landgemeinde liegt in Kaschubien, etwa zehn Kilometer südwestlich von Wejherowo (Neustadt in Westpreußen), dem Sitz des Powiats. 49 % der Fläche sind Ackerland, 42 % ist bewaldet. Luzino liegt an der 31 Kilometer langen Bolszewka (auch Luzińska struga; Bohlschau).

## Geschichte
Von 1772 bis 1920 gehörten die Orte der heutigen Landgemeinde Luzino zur preußischen Provinz Westpreußen. Nach dem Ersten Weltkrieg musste das Gebiet 1920 an Polen abgetreten werden, es gehörte zum Polnischen Korridor. Einige Orte der Landgemeinde lagen an der Grenze zum Deutschen Reich. Nach dem Überfall auf Polen erfolgten 1942 und 1943 zahlreiche Umbenennungen von Ortsnamen. 1945 fiel das Gebiet wieder an Polen.
Die Gmina Luzino gehörte von 1975 bis 1998 zur Woiwodschaft Gdańsk. In Dąbrówka war von 1963 bis 2011 die 25. Raketendivision (25 dr OP) stationiert.

### Gemeindepartnerschaft
Die Gmina Luzino unterhält eine Partnerschaft mit der Stadt Stolzenau in Niedersachsen.

## Gemeindegliederung

### Schulzenämter
Zur Landgemeinde Luzino gehören zwölf Dörfer mit jeweils einem Schulzenamt.
| polnischer Name | kaschubischer Name | deutscher Name (bis 1920), (1942 / 1943ff) | Einw. (2000) | Lage   | Bild                       |
| --------------- | ------------------ | ------------------------------------------ | ------------ | ------ | -------------------------- |
| Barłomino       | Barłomino          | Barlomin Bärwalde / Barmeln                | 575          | (Lage) | Kreuz in Barłomino         |
| Dąbrówka        | Dąbrówka           | Damerkau (Dombrowka)                       | 341          | (Lage) | Museum GRYF in Dąbrówka    |
| Kębłowo         | Kãbłowò            | Kamlau                                     | 2500         | (Lage) |                            |
| Kochanowo       | Kòchanowò          | Platenrode                                 | 361          | (Lage) | Schloss Platen (Kochanowo) |
| Luzino          | Lëzëno             | Lusin Freienau / Lintzau                   | 7560         | (Lage) | Kriegerdenkmal in Luzino   |
| Milwino         | Milwino            | Mellwin Mellwen                            | 452          | (Lage) | Feuerwache in Milwino      |
| Robakowo        | Robôkòwò           | Robbakau Rebbekau                          | 889          | (Lage) |                            |
| Sychowo         | Sychòwò            | Schwichow                                  | 358          | (Lage) | Kirche in Sychowo          |
| Tępcz           | Tãpcz              | Tempsch, 1874: Hedille                     | 319          | (Lage) | Storchennest in Tępcz      |
| Wyszecino       | Wëszecëno          | Wyschetzin Fünflinden                      | 481          | (Lage) | Landschaft bei Wyszecino   |
| Zelewo          | Zélewò             | Seelau                                     | 371          | (Lage) | Heiligenhäuschen in Zelewo |
| Zielnowo        | Zélnowò            | Sellnow Silnau                             | 64           | (Lage) |                            |

### Weitere Ortschaften
Bożejewo, Charwatynia (Schloss Platen), Dąbrówka Młyn (Damerkauermühle), Kębłowska Tama, Kębłowski Młyn (Kamlauer Mühle), Ludwikówko, Milwińska Huta, Nowe Kębłowo (Neu Kamlau), Rzepecka, Wielki Las (Wielkilas) und Wyszecka Huta (Eichwalde).

## Sehenswürdigkeiten
- Denkmalgeschützte, katholische Kirche in Luzino (1733–1740, Turm erneuert)
- Ehemalige evangelische Kirche in Luzino (1895), seit 1977 Gemeindebibliothek
- Denkmal für die Todesmärsche des KZ Stutthof in Luzino
- Arboretum des Forstbezirks Strzebielino in Luzino
- Militärtechnisches Museum (Muzeum Techniki Wojskowej GRYF) in Dąbrówka

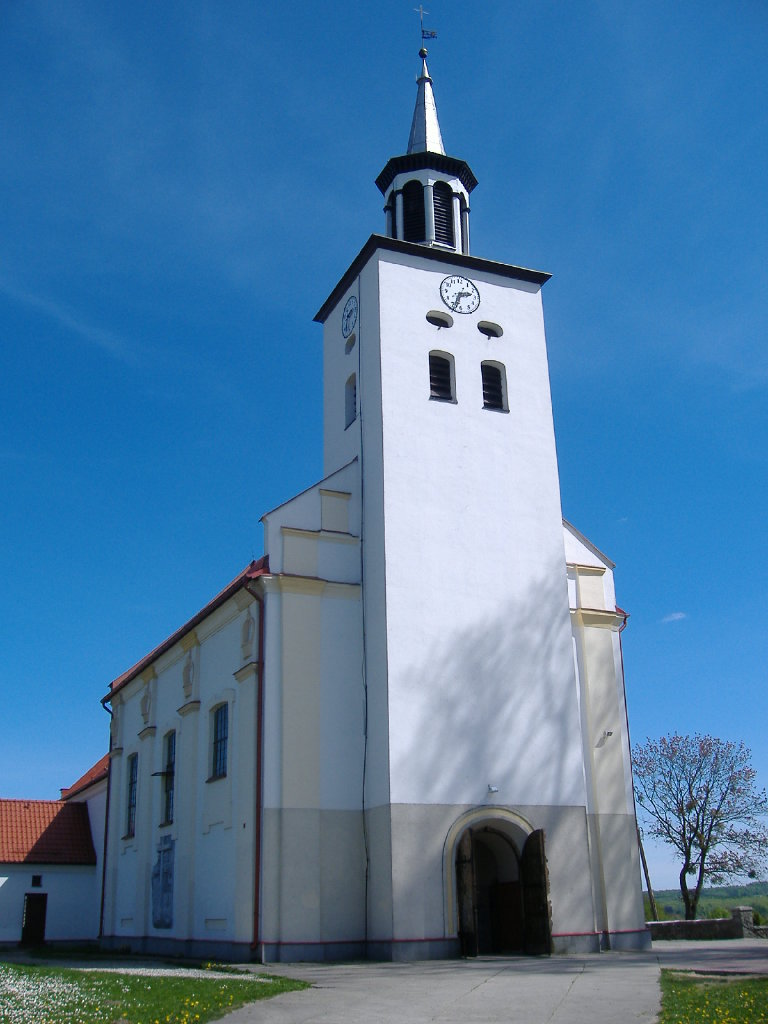
Katholische Kirche in Luzino
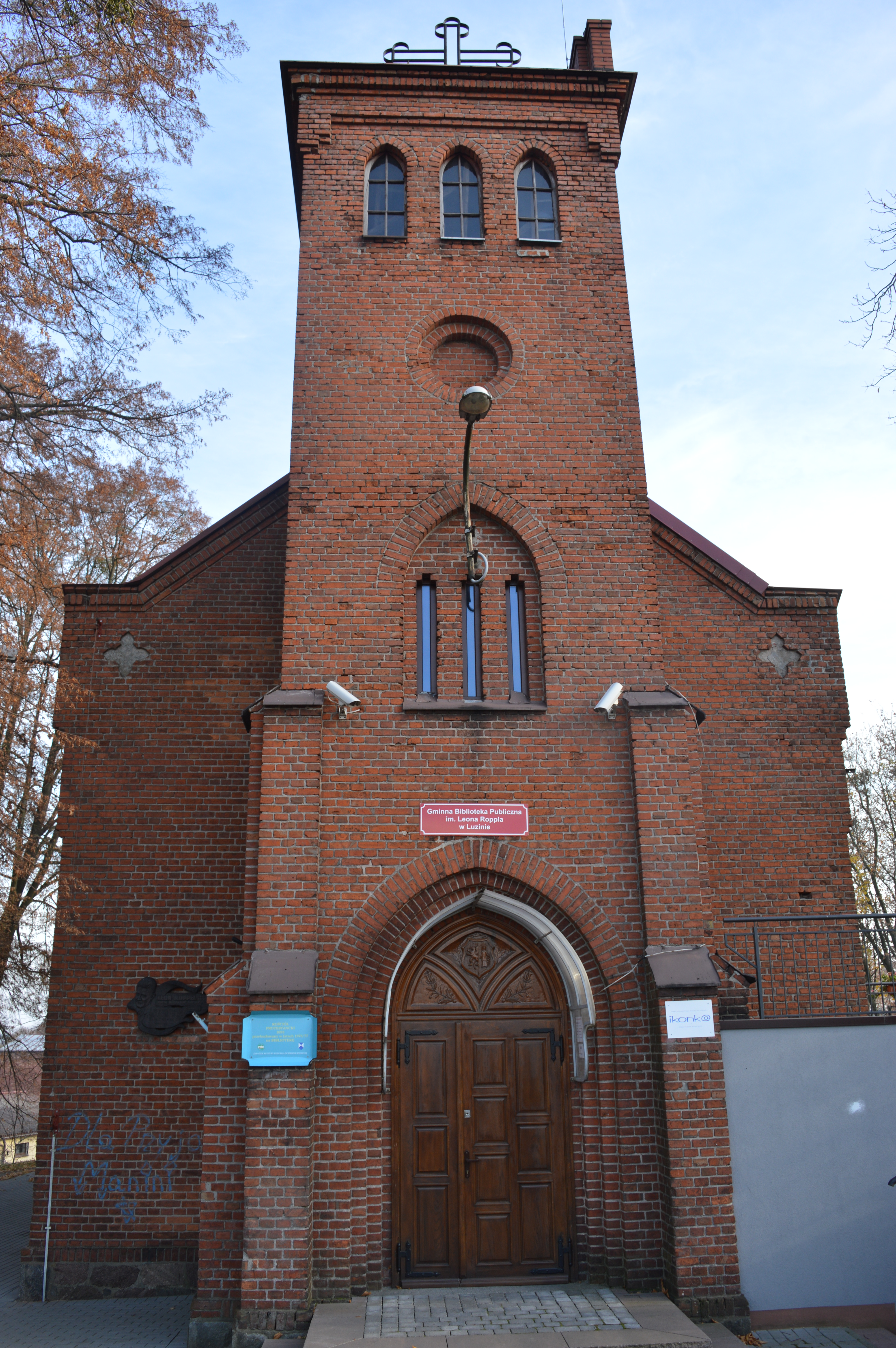
Gemeindebibliothek in Luzino
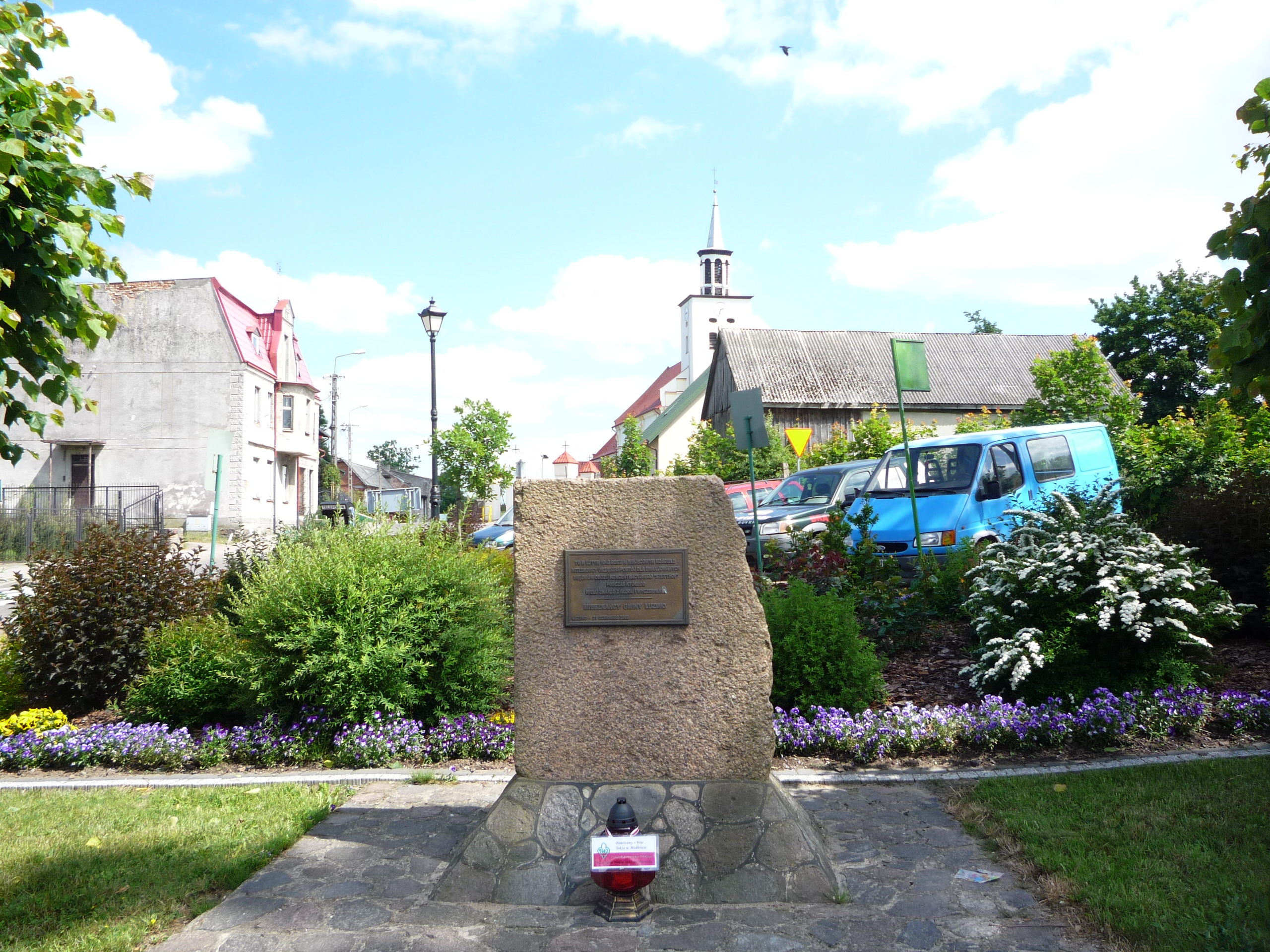
Todesmarsch-Denkmal in Luzino
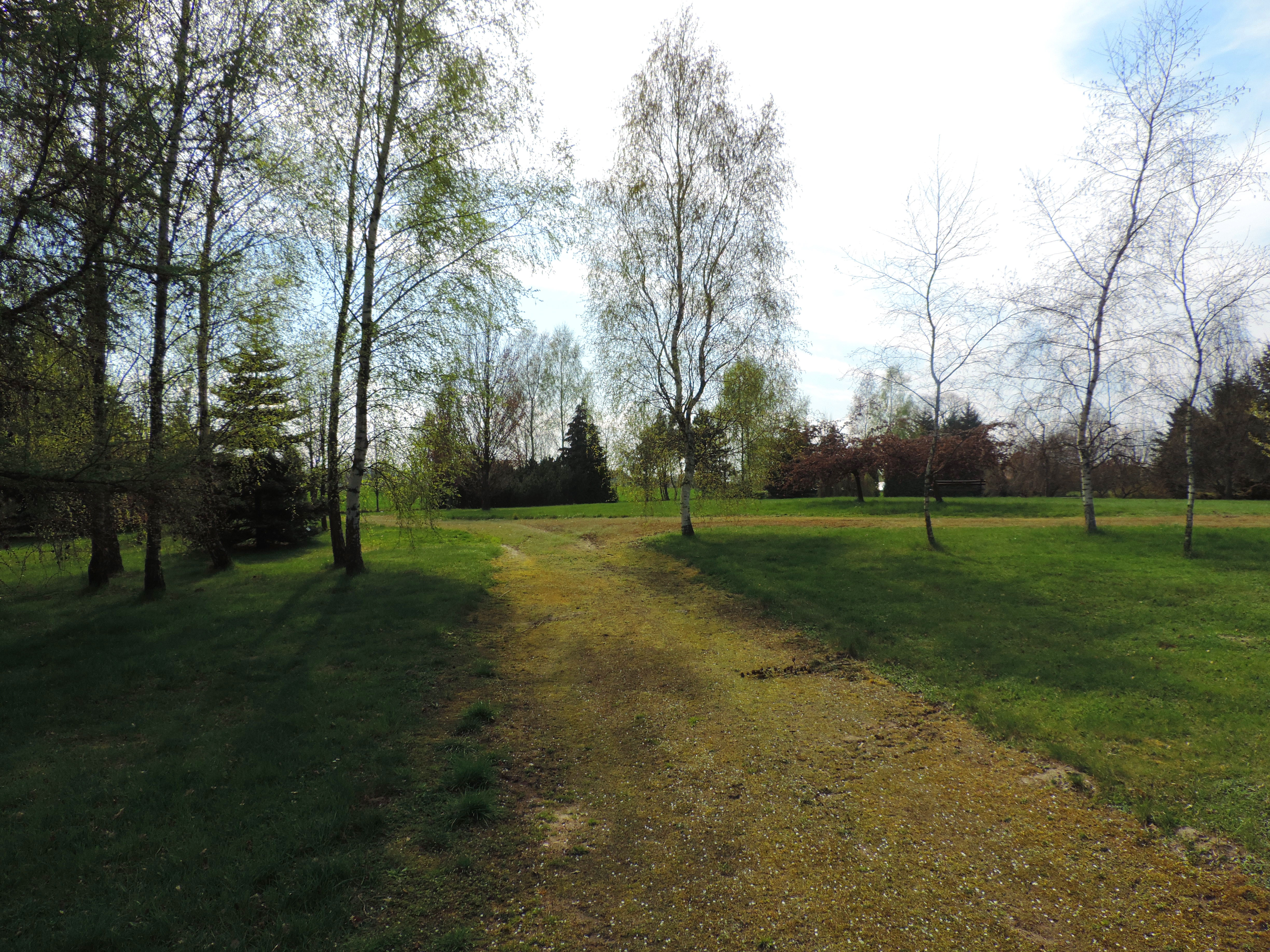
Arboretum in Luzino